# Åke Lindberg
Åke Axel Lindberg, född den 1 februari 1910 i Sorsele församling, Västerbottens län, död den 9 augusti 1980 i Vänersborg, var en svensk ämbetsman.
Lindberg avlade studentexamen i Umeå 1929 och juris kandidatexamen vid Uppsala universitet 1933. Efter tingstjänstgöring 1934–1937 blev han biträdande extra länsnotarie vid länsstyrelsen i Jämtlands län 1937, länsassessor där 1953 och förste länsassessor 1954. Lindberg var landssekreterare i Älvsborgs län 1959–1971 och länsråd där 1971–1977. Han blev riddare av Nordstjärneorden 1959 och kommendör av samma orden 1965. Lindberg vilar på Strandkyrkogården i Vänersborg.